# ريتشارد هوب (لاعب كرة قدم)
ريتشارد هوب (بالإنجليزية: Richard Hope)‏ (22 يونيو 1978 في المملكة المتحدة - ) هو لاعب كرة قدم بريطاني في مركزي قلب الدفاع والدفاع. لعب مع بلاكبيرن روفرز وشروزبري تاون وغريمسبي تاون ونادي ريكسهام ونادي نورثامبتون تاون ونادي يورك سيتي ونادي تشستر سيتي ودارلينجتون إف سى.

## وصلات خارجية
- ريتشارد هوب على موقع قاعدة بيانات كرة القدم.إي يو (الإنجليزية)
- ريتشارد هوب على موقع Soccerbase.com (لاعب) (الإنجليزية)